# Max Prommersberger
Max Prommersberger (* 12. September 1987 in Bad Tölz) ist ein deutscher Eishockeyspieler, der seit Mai 2014 bei den Bietigheim Steelers aus der DEL2 unter Vertrag steht und dort auf der Position des Verteidigers spielt. Zuvor war Prommersberger mit Bietigheim zwei Spielzeiten in der Deutschen Eishockey Liga (DEL) aktiv. Sein Cousin Anton war ebenfalls professioneller Eishockeyspieler.

## Karriere

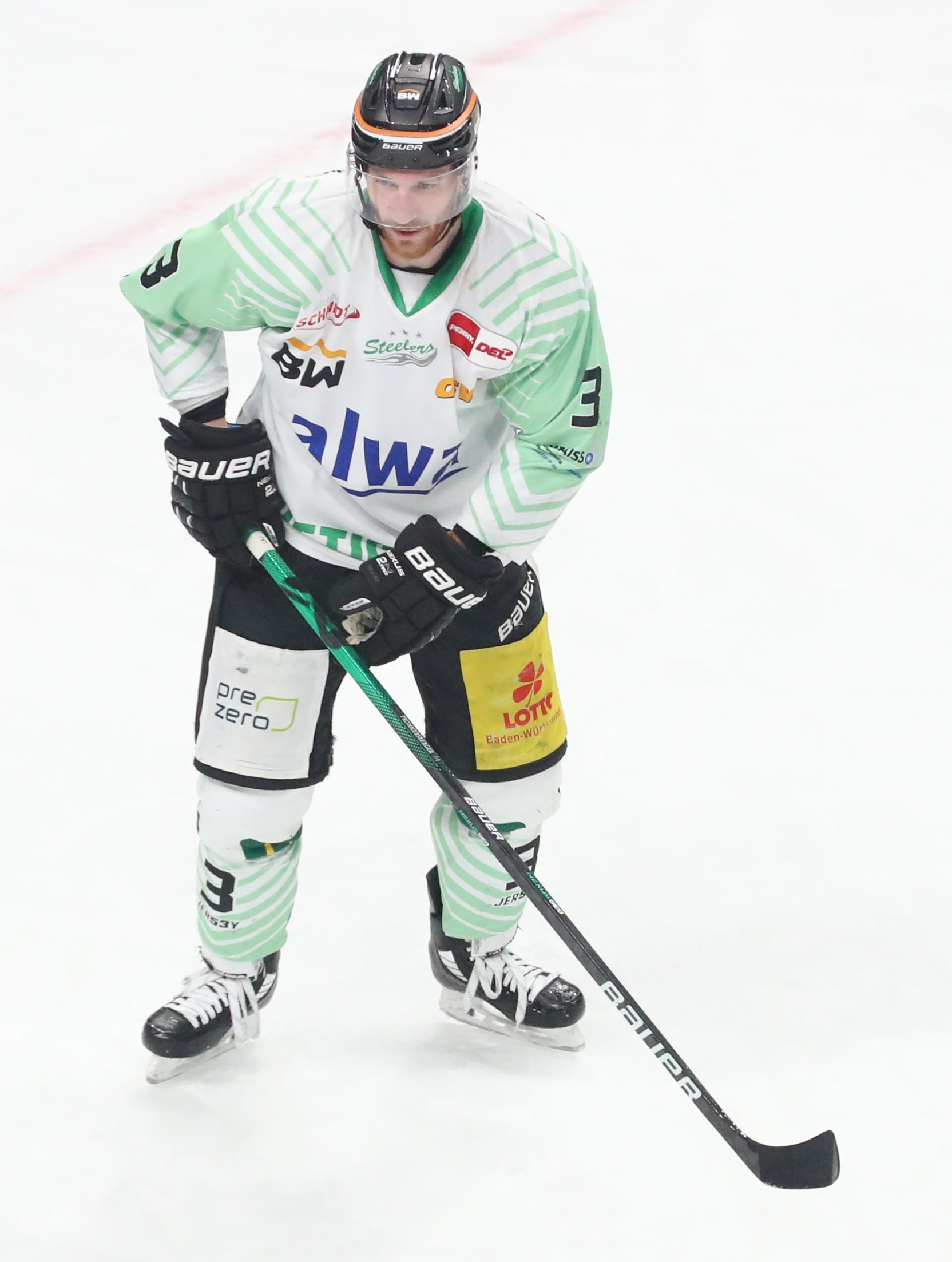
Prommersberger im Trikot der Bietigheim Steelers (2022)

Prommersberger begann seine Karriere im Nachwuchs des EC Bad Tölz, wo er ab 2002 mit der Juniorenmannschaft in der Deutschen Nachwuchsliga (DNL) aktiv war. Dort konnte sich der Verteidiger konstant verbessern und gehörte bereits zwei Spielzeiten später zu den punktbesten Defensivspielern. In der Saison 2004/05 wurde er zudem vom damaligen Trainer Peter Obresa in die Profimannschaft des EC Bad Tölz, die der 2. Bundesliga angehörte, einberufen, kam allerdings nicht zum Einsatz. In der folgenden Saison absolvierte er 50 Partien in der 2. Bundesliga und stieg mit den Tölzern nach einem letzten Platz in den Playdowns in die drittklassige Oberliga ab. 
Nachdem der direkte Aufstieg in die zweithöchste deutsche Spielklasse im folgenden Spieljahr knapp verpasst worden war, schloss sich Prommersberger im Sommer 2007 dem damaligen Zweitligisten Eisbären Regensburg an. Prommersberger kam anschließend in 43 Spielen zum Einsatz und erzielte dabei acht Scorerpunkte. Da die Eisbären zum Ende der Saison 2007/08 Insolvenz anmelden mussten und nicht mehr am Spielbetrieb der 2. Bundesliga teilnehmen durften, unterschrieb der mittlerweile 20-Jährige einen Vertrag bei den Schwenninger Wild Wings. Dieser wurde nach Ablauf im Sommer 2009& um ein weiteres Jahr bis 2010 und später bis 2012 verlängert. Prommersberger ging somit bis zum Ende der Spielzeit 2011/12 für die Wild Wings aufs Eis. Im Juni 2012 wurde Prommersberger von den Dresdner Eislöwen für ein Jahr verpflichtet und verlängerte seinen Vertrag im Juli 2013 um ein weiteres Jahr.
Im Mai 2014 wurde der gebürtige Bad Tölzer von den Bietigheim Steelers unter Vertrag genommen. Mit den Steelers erreichte er in den Spielzeiten 2014/15, 2017/18 sowie 2020/21 den Titel des Meisters der DEL2. Die Bietigheim Steelers verlängerten den Vertrag mit Prommersberger zwischen 2015 und 2020 jeweils um ein Jahr. Mit den Bietigheim Steelers gelang dem Abwehrspieler am Ende der Saison 2020/21 der sportliche Aufstieg in die Deutsche Eishockey Liga (DEL). Im Juli 2021 gaben die Bietigheim Steelers die erneute Vertragsverlängerung mit dem Spieler bekannt. Nach zweijähriger Zugehörigkeit zum deutschen Eishockey-Oberhaus stieg Prommersberger am Ende der Saison 2022/23 wieder in den DEL2 ab, ehe im Jahr darauf gar der Abstieg in die Oberliga folgte. Prommersberger blieb die gesamte Spielzeit ohne Zweitliga-Einsatz, nachdem er sich Anfang September 2023 einen Kreuzbandriss zugezogen hatte.

### International
Mit der deutschen U18-Nationalmannschaft absolvierte Prommersberger die World U-17 Hockey Challenge 2004 sowie die U18-Junioren-Weltmeisterschaft 2005.

## Erfolge und Auszeichnungen
- 2015 DEL2-Meister mit den Bietigheim Steelers
- 2018 DEL2-Meister mit den Bietigheim Steelers
- 2021 DEL2-Meister und Aufstieg in die DEL mit den Bietigheim Steelers

## Karrierestatistik
Stand: Ende der Saison 2023/24

### International
Vertrat Deutschland bei:
- World U-17 Hockey Challenge 2004
- U18-Junioren-Weltmeisterschaft 2005

(Legende zur Spielerstatistik: Sp oder GP = absolvierte Spiele; T oder G = erzielte Tore; V oder A = erzielte Assists; Pkt oder Pts = erzielte Scorerpunkte; SM oder PIM = erhaltene Strafminuten; +/− = Plus/Minus-Bilanz; PP = erzielte Überzahltore; SH = erzielte Unterzahltore; GW = erzielte Siegtore; 1 Play-downs/Relegation; Kursiv: Statistik nicht vollständig)